# Akçe

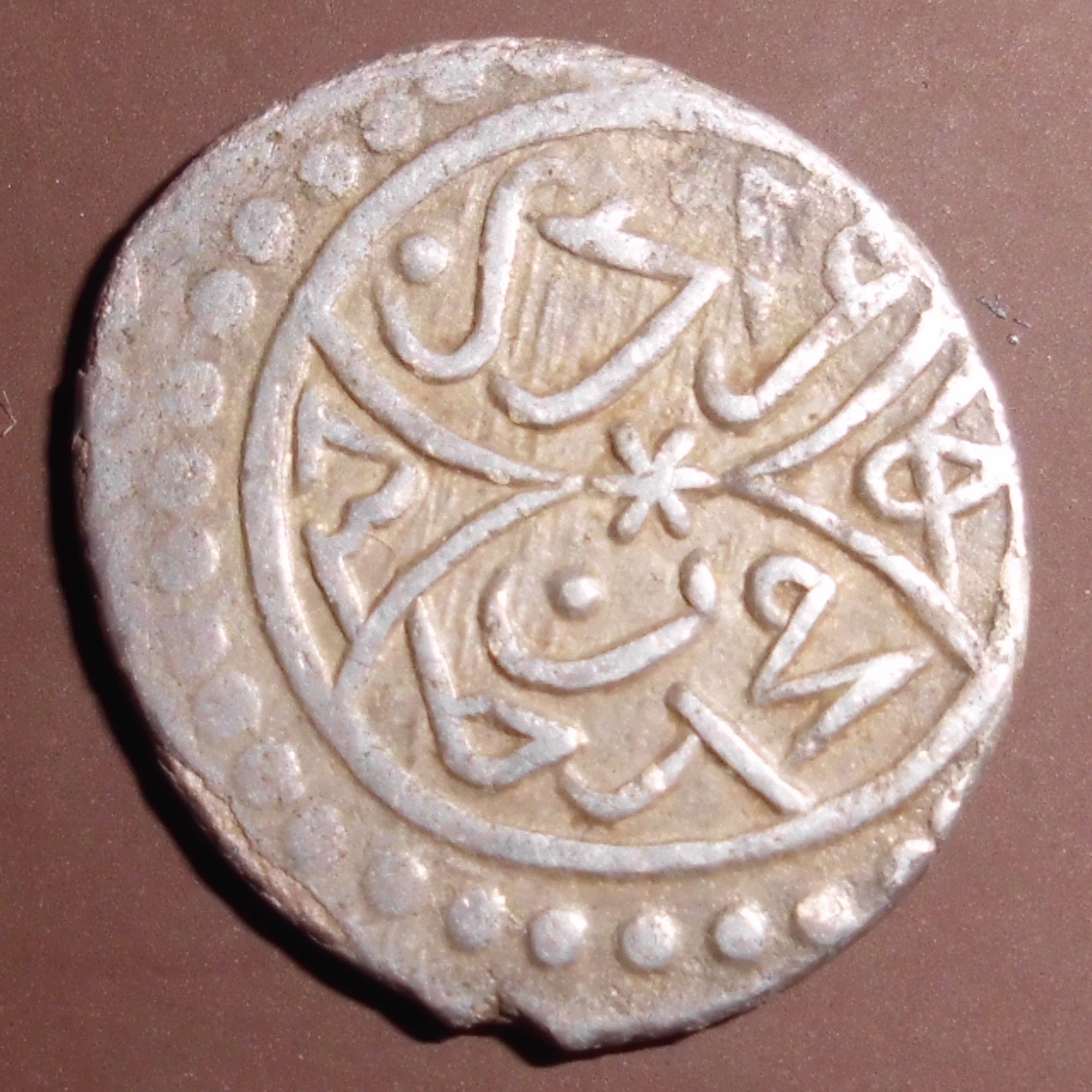
Akçe sultána Murada II. z roku 1430

Akçe (vyslov: akče) byla stříbrnou mincí v Osmanské říši – hlavní platební jednotkou. Zavedena byla osmanským sultánem Osmanem I. s obsahem stříbra 2,9 gramů, inspirována mincí (byzantských) císařů trapezuntských Komnenovců, která se jmenovala aspron (řecky „ἄσπρον" – bílý).
Tři akçe měly stejnou hodnotu jako jeden para. Sto dvacet akçí mělo stejnou hodnotu jako jeden kuruş. Později se kuruş stal hlavní jednotkou a nahradil akçe.
Sulejmanova mešita v Istanbulu měla stát okolo 59 milionů akçí, když byla roku 1550 postavena. Tato částka měla mít stejnou hodnotu jako 700 000 dukátů ve zlatě (pravděpodobně benátských).
V roce 1454 Mehmed II. (1451–1481) zavedl novou jednotku, altun: 1 altun byl roven 60 akçím. V roce 1700 měl 1 altun hodnotu 300 až 400 akçí. Podle měnové reformy Ahmeda III. (1703–1730), 1 akçe měla hodnotu 3 para a v roce 1700 stěží 0,1 para.
Za vlády Mahmuda II. (1808–1839), když byly akçe naposledy raženy, byly již devalvovány natolik, že jejich obsah stříbra nebyl větší než 0,01 g stříbra – tak málo, že byly demonetizovány (neobsahovaly drahý kov).
Roku 1843 byl stříbrný kuruş připojen zlatou lirou do bimetalického systému. Nyní je turecká lira nahrazena novou tureckou lirou (Yeni Türk Lirası).